# Wu Ming
Wu Ming (Wu Ming Foundation) é o pseudónimo literário compartilhado por um grupo de cinco autores italianos, egressos da seção  bolonhesa do Luther Blissett Project. O grupo atua no panorama cultural desde janeiro de 2000. 
Contrariamente ao pseudônimo aberto Luther Blissett, Wu Ming é usado apenas por um grupo definido. 
O coletivo é autor de numerosas novelas, traduzidas e publicadas em muitos países e consideradas como parte do corpus da "Nova épica italiana".

## Origem do Nome
Em mandarim wu ming significa anónimo ou cinco nomes, conforme for pronunciada a primeira sílaba. O nome do grupo é tido como um tributo aos cidadãos chineses que lutam pela democracia e pela liberdade de expressão e como uma recusa em aceitar o papel do autor como "estrela".

## Membros

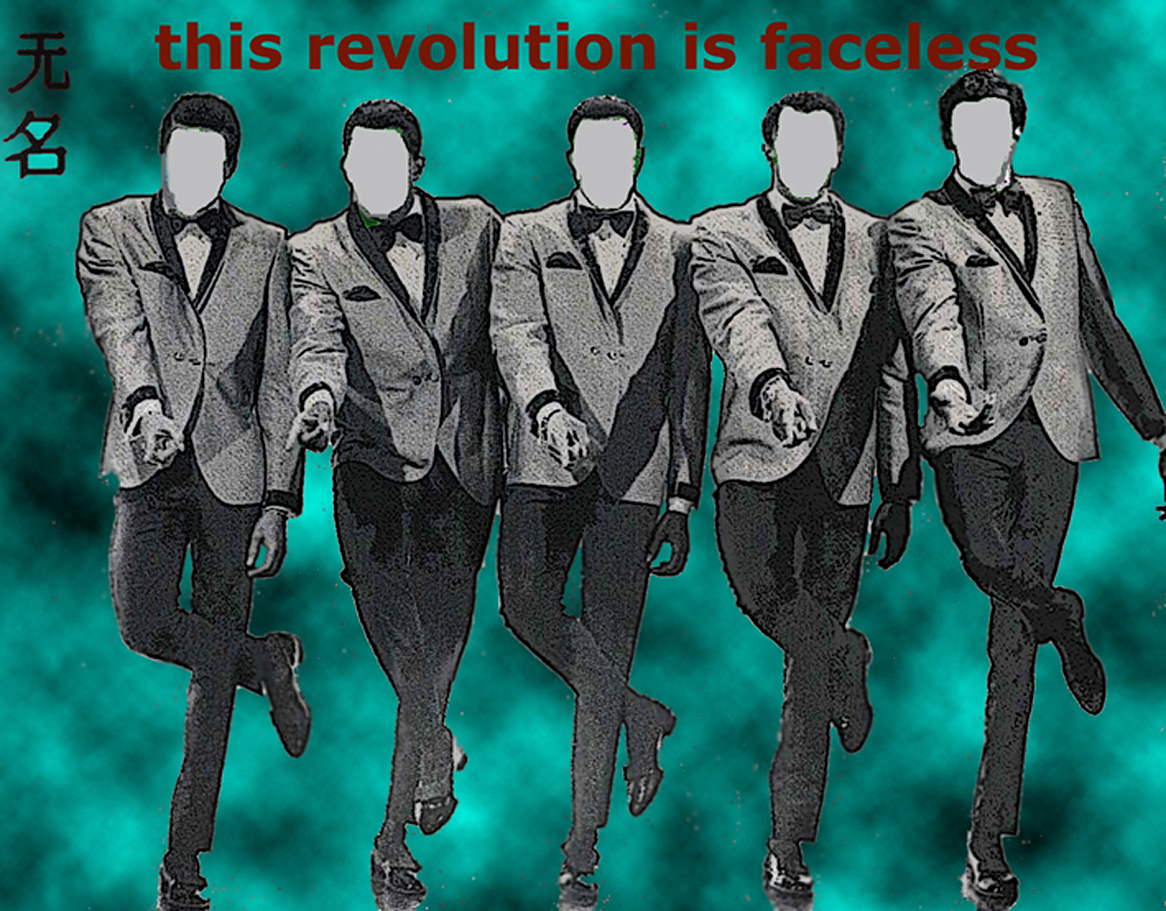
Logo usado pelo Wu Ming entre 2001 e 2008, antes da saída de Luca Di Meo (Wu Ming 3).

A identidade dos cinco membros do Wu Ming não é segredo, mas os mesmos consideram a sua obra mais importante que seus rostos e biografias individuais. Cada membro do Wu Ming usa um "nome artístico", formado pelo próprio nome do grupo e mais um algarismo, que é determinado pela ordem alfabética dos sobrenomes dos autores. De 2000 até o início de 2008, Wu Ming era formado por: 
- Roberto Bui (Wu Ming 1)
- Giovanni Cattabriga (Wu Ming 2)
- Luca Di Meo (Wu Ming 3)
- Federico Guglielmi (Wu Ming 4)
- Riccardo Pedrini (Wu Ming 5)

Em 16 de setembro de 2008 o grupo anunciou a saída de Luca di Meo do coletivo, o que ocorrera meses antes.